# Rhyacophila verrula
Rhyacophila verrula là một loài Trichoptera trong họ Rhyacophilidae. Chúng phân bố ở miền Tân bắc.